# Иоганн Фридрих (князь Брауншвейг-Каленберга)
Иоганн Фридрих Брауншвейг-Люнебургский (нем. Johann Friedrich von Braunschweig-Lüneburg; 25 апреля 1625, Херцберг — 28 декабря 1679, Аугсбург) — герцог Брауншвейг-Люнебургский и князь Каленбергский из династии Вельфов. Правил с 1665 года, резиденция находилась в Ганновере.

## Биография
Иоганн Фридрих — третий сын герцога Георга Каленбергского и Анны Элеоноры Гессен-Дармштадтской.
Иоганн Фридрих совершил несколько образовательных поездок во Францию и Италию. В 1651 году перешёл в католическую веру.
Когда в 1665 году умер брат Иоганна Фридриха Кристиан Людвиг Брауншвейг-Люнебургский, Иоганн Фридрих попытался стать регентом Люнебургского княжества в Целле, которое причиталось его старшему брату Георгу Вильгельму. После полугода переговоров Иоганн Фридрих получил Каленбергское княжество, к которому были присоединены Грубенхаген и Гёттинген, и в 1665 году вступил в права регентства в Ганновере.
В 1666 году Иоганн Фридрих основал в деревне Харингехузен свою летнюю резиденцию Херренхаузен, построил первый дворец и заложил Большой сад. По его инициативе также появился ганноверский зоопарк. Иоганн Фридрих пригласил к себе ко двору в Херренхаузен тогда 30-летнего учёного и философа Готфрида Вильгельма Лейбница в качестве придворного историографа и библиотекаря.
Иоганн Фридрих умер во время своей пятой поездки по Италии в Аугсбурге и в 1680 году был похоронен в Ганновере. Ему наследовал младший брат Эрнст Август.
После Второй мировой войны саркофаг Иоганна Фридриха был перенесён из Лейнского дворца в Мавзолей Вельфов в Берггартене.

## Потомки
В браке с Бенедиктой Генриеттой Пфальцской, дочерью пфальцграфа Эдуарда Пфальцского, родилось четыре дочери:
- Анна София (1670—1672)
- Шарлотта Фелицита Брауншвейг-Каленбергская (1671—1710), замужем за Ринальдо д’Эсте (1655—1737), герцогом Модены и Реджо
- Генриетта Мария (1672—1757)
- Амалия Вильгельмина Брауншвейг-Каленбергская (1673—1742), замужем за императором Иосифом I (1678—1711)